# Phytomyza pallipes
Phytomyza pallipes är en tvåvingeart som beskrevs av Spencer 1969. Phytomyza pallipes ingår i släktet Phytomyza och familjen minerarflugor.
Artens utbredningsområde är Manitoba. Inga underarter finns listade i Catalogue of Life.